# Yuki Uekusa
Yuki Uekusa (植草 裕樹 Uekusa Yuki?, nacido el 2 de julio de 1982 en Chiba) es un exfutbolista japonés que se desempeñaba como guardameta.

## Trayectoria

### Clubes
| Club              | País  | Año         |
| ----------------- | ----- | ----------- |
| Kawasaki Frontale | Japón | 2005 - 2008 |
| Montedio Yamagata | Japón | 2009 - 2011 |
| Vissel Kobe       | Japón | 2012 - 2014 |
| V-Varen Nagasaki  | Japón | 2014 - 2016 |
| Shimizu S-Pulse   | Japón | 2016 - 2018 |

## Estadística de carrera

### J. League
| Club              | Año   | J. League | J. League | Copa J. League | Copa J. League | Total | Total |
| Club              | Año   | Part.     | Goles     | Part.          | Goles          | Part. | Goles |
| ----------------- | ----- | --------- | --------- | -------------- | -------------- | ----- | ----- |
| Kawasaki Frontale | 2005  | 0         | 0         | 0              | 0              | 0     | 0     |
| Kawasaki Frontale | 2006  | 0         | 0         | 0              | 0              | 0     | 0     |
| Kawasaki Frontale | 2007  | 0         | 0         | 0              | 0              | 0     | 0     |
| Kawasaki Frontale | 2008  | 0         | 0         | 4              | 0              | 4     | 0     |
| Montedio Yamagata | 2009  | 0         | 0         | 1              | 0              | 1     | 0     |
| Montedio Yamagata | 2010  | 2         | 0         | 6              | 0              | 8     | 0     |
| Montedio Yamagata | 2011  | 16        | 0         | 1              | 0              | 17    | 0     |
| Vissel Kobe       | 2012  | 0         | 0         | 1              | 0              | 1     | 0     |
| Vissel Kobe       | 2013  | 0         | 0         | -              | -              | 0     | 0     |
| Vissel Kobe       | 2014  | 0         | 0         | 0              | 0              | 0     | 0     |
| V-Varen Nagasaki  | 2014  | 12        | 0         | -              | -              | 12    | 0     |
| V-Varen Nagasaki  | 2015  | 11        | 0         | -              | -              | 11    | 0     |
| V-Varen Nagasaki  | 2016  | 0         | 0         | -              | -              | 0     | 0     |
| Shimizu S-Pulse   | 2016  | 15        | 0         | -              | -              | 15    | 0     |
| Shimizu S-Pulse   | 2017  | 0         | 0         | 4              | 0              | 4     | 0     |
| Total             | Total | 56        | 0         | 17             | 0              | 73    | 0     |